# Репцы
Репцы — деревня в Данковском районе Липецкой области России, входит в состав Новоникольского сельсовета.

## География
Деревня находится удаленно от других населённых пунктов Новоникольского сельсовета.
Рядом с ней проходит просёлочная дорога, южнее расположен пруд.

## Население
| 2010 |
| ---- |
| 0    |